# Martino Albonetti
Martino Albonetti (Faenza, 3 febbraio 1966) è un politico italiano.

## Biografia
Laureato in storia contemporanea è stato eletto senatore tra le file del Partito della Rifondazione Comunista al termine delle elezioni politiche del 2006.
Essendo stato proclamato a Palazzo Madama il 18 aprile del 2006, è stato il più giovane senatore della XV Legislatura, nella quale è membro della giunta per il regolamento del Senato, della 5ª commissione permanente (Bilancio) e della Commissione parlamentare per la semplificazione della legislazione.
Alle elezioni politiche del 2008 è ricandidato al Senato per La Sinistra l'Arcobaleno, senza risultare eletto.
Nel 2009 aderisce a Sinistra Ecologia e Libertà.